# Johann Bernhard von Rechberg und Rothenlöwen
Il Conte Johann Bernhard von Rechberg und Rothenlöwen (Monaco di Baviera, 17 luglio 1806 – Vienna, 26 febbraio 1899) è stato un politico tedesco.

## Biografia
Johann Bernhard nacque da una famiglia nobile bavarese e suo padre, Aloys von Rechberg und Rothenlöwen, era stato uno dei più famosi politici del neonato Regno di Baviera all'inizio dell'Ottocento. Venne educato alle Università di Strasburgo e Monaco di Baviera, cadendo però in disgrazia del Re Luigi I di Baviera, del quale contestò sin dalla gioventù la politica conservatrice e protezionista; per questo motivo a partire dal 1828 si pose al servizio diplomatico dell'Austria.
Per conto dell'Impero, egli fu ambasciatore a Berlino, Londra ed a Bruxelles, venendo quindi nominato inviato a Stoccolma (1841) e giungendo sino a Rio de Janeiro (1843). Ritornato in Europa nel 1847, allo scoppio delle rivoluzioni del 1848 a Vienna fu di grande servizio al Principe Metternich che accompagnò ed assistette durante la sua permanenza in Inghilterra. Nel luglio del 1848 venne no, minato Ministro plenipotenziario austriaco alla dieta di Francoforte e nel 1851 venne nominato internunzio a Costantinopoli, passando dal 1853 come ministro plenipotenziario del Regno Lombardo-Veneto, affiancando Radetzky nel governo dell'area.
Nel 1855 fece ritorno a Francoforte come rappresentante alla dieta federale per conto dell'impero, divenendo strumento della politica anti-prussiana del Buol-Schauenstein, primo ministro dell'Austria imperiale dell'epoca. Si scontrò sovente con le posizioni di Otto von Bismarck, Primo Ministro prussiano, il quale però lo stimava per le sue doti e per la sua abilità.
Quando Buol-Schauenstein si dimise dalla carica di Primo Ministro nel maggio del 1859, dopo lo scoppio della guerra contro il Regno di Sardegna in occasione della seconda guerra d'indipendenza italiana, egli ne prese il posto dal 21 agosto di quell'anno sino al 4 febbraio del 1861, quando cedette questo incarico all'Arciduca Ranieri Ferdinando d'Asburgo-Lorena.
Dopo la sconfitta della Battaglia di Magenta, Rechberg mantenne comunque il proprio incarico di Ministro degli Esteri che gli era stato concesso sempre nel 1859 e che era stato detenuto anche dal suo predecessore: in questo periodo egli accompagnò l'Imperatore in Italia, trovandosi a dover constatare personalmente la crisi provocata da una guerra di cui egli non era stato responsabile e che aveva solo dovuto subire ai danni dell'Impero intero.
Dimessosi dalla carica di Ministro degli Esteri nel 1864, si ritirò a vita privata morendo a Vienna ultranovantenne nel 1899.